# Gießbert
Gießbert ist die populäre Titelfigur aus der gleichnamigen Radio- und Buchratgeber-Reihe des SWR4. Sie wurde entwickelt und dargestellt von dem 2007 verstorbenen SWR4-Senderchef Martin Born. Sie behandelt hauptsächlich Themen aus der Hausgärtnerei, der landwirtschaftlichen Hauswirtschaft, aber macht auch Internet und Computer für Senioren verständlich. 
Gießbert ist seit 2002 eine eingetragene Wortmarke des Südwestrundfunks

## Buchreihe
- Mein Name ist Gießbert …! Amüsante Beobachtungen. 50 neue Glossen von Gießbert, der SWR4-Kultfigur. Silberburg, Tübingen 2002, ISBN 3-874-07523-0.
- Unsere Lieblingsrezepte. Gießbert kocht mit den Landfrauen. Silberburg-Verlag, Tübingen 2005, ISBN 3-874-07710-1.
- Gießberts Gartenbuch. Nützliche Tipps und heitere Geschichten fürs Gartenjahr. Silberburg, Tübingen 2005, ISBN 3-874-07645-8.
- Gießbert und der Pflanzenretter. Silberburg, Tübingen 2007, ISBN 1-180-12244-5.
- Unsere besten Backrezepte: Gießbert zu Gast bei den Landfrauen. Silberburg, Tübingen 2008, ISBN 978-3-874-07786-6.